# NGC 616
NGC 616 في الفهرس العام الجديد، هي نجم ثنائي، تقع في كوكبة المثلث. اكتشفت في 14 أغسطس 1863 بواسطة هاينريش لويس دريست.

## روابط خارجية
- NGC 616 على موقع ويكي سكاي: DSS2, SDSS, GALEX, IRAS, Hydrogen α, X-Ray, Astrophoto, Sky Map, Articles and images